# More than a Number
More than a Number ist das Debütalbum der deutschen Reggae-Band Medassi. Es wurde im Jahr 2007 als CD-Album veröffentlicht. Auf dem Album befindet sich 17 Titel, die zusammen mit Demograffics, Eek-a-Mouse und Macka B aufgenommen wurden. Das Album enthält die Musikrichtungen Roots-Reggae, Reggae, Drum and Bass und Dancehall und fand großen Zuspruch in der deutschen Reggae-Szene.

## Trackliste
- 01. Evo Devo I
- 02. Steel & Plunder
- 03. Cook´n´Curry
- 04. Gipsy Girl feat Demograffics
- 05. More than a Number
- 06. Thalami Thalamus
- 07. (Take the Bus to) Thalamus
- 08. Inna Tigh feat Eek-a-Mouse
- 09. Such a Mess
- 10. Bushfire
- 11. Evo Devo II
- 12. B Humble
- 13. Rainy Day
- 14. Montgommery Bay feat Demograffics
- 15. Rising
- 16. No night in Paris
- 17. Teach them right feat Macka B

## Rezeptionen
"Medassi vereinen Roots-Reggae und Dancehall perfekt harmonisch miteinander. Ein erfrischendes Album auf dem Weg zum German-Topact" - Riddim, Februar 2007